# 王义昭 (1916年)
王义昭（1916年2月15日—2001年10月30日），四川通江县太平乡小儿坪人。中国人民解放军将领。

## 生平
1933年8月，参加中国工农红军。1936年12月，加入中国共产党。国共第一次内战期间，任红四方面军第4军36团战士、军部电话员。参加了川陕革命根据地反六路围攻和红四方面军长征。抗日战争时期，任军委3局电话连战士、技师。第二次国共内战期间，任第359旅通信连技师、东北军区3处通信队长兼政治指导员、通信参谋。参加了辽沈战役、平津战役。
中华人民共和国成立后，任第50军通信副科长。参加朝鲜战争，任中国人民志愿军西海岸工程指挥部工程处通信科长。荣获朝鲜民主主义人民共和国三级国旗勋章、三级自由独立勋章。回国后，任军委通信枢纽部报话站主任、枢纽部参谋长；1955年，荣获三级八一勋章、三级独立自由勋章、三级解放勋章。后担任军委通信总站副主任、干校副校长、通信总站副主任。1988年获二级红星功勋荣誉章。2001年10月30日在北京逝世。